# あの時君は若かった
「あの時君は若かった」（あのとききみはわかかった）は1968年3月5日に発売されたザ・スパイダースの楽曲である。

## 解説
- 堺正章と井上順がデュエットで歌い、オリコンチャート6位のヒットとなった。
- 音楽ライターの中村俊夫によれば「本曲は当時の少女たちの人気芸能系雑誌の『平凡』か『明星』が懸賞として募集したもの」であったとのことで、作詞の菅原芙美恵は当時高校生だったという[1]。
- 作曲はかまやつひろしが担当。そのかまやつが1981年、東芝EMIから本曲のセルフカバーシングルを発表した際には1番と2番の歌詞の一部を入れ替えてレコーディングした。
- 1968年5月18日公開の主演映画『ザ・スパイダースの大騒動』の主題歌にも使用された。
- 2005年2月23日にテイチクエンタテインメントから発売されたCD『ザ・スパイダース・ベスト・トラックス』（TECN-25043）にオリジナル・カラオケが収録されている。
- B面「もう一度もう一度」のソロは井上順が担当。

## カバー
- やまがたすみこ（1976年、アルバム『SUMIKO LIVE』）
- かまやつひろし（1981年、シングル「あの時君は若かった／ノー・ノー・ボーイ」、東芝EMI ETP-17255）
- Mi-Ke（1991年、アルバム『想い出のG.S.九十九里浜』。元ザ・スパイダースのかまやつひろしがゲストボーカルとして参加[2]）
- TAROかまやつ（2005年、アルバム『ピアノマンの詩（うた）』）
- 近田春夫&ハルヲフォン（2008年、アルバム『リメンバー・グループ・サウンズ』）
- お気楽ギグ（2013年、アルバム『昭和ニッポンII』）
- The KanLeKeeZ（2016年、アルバム『G.S. meets The KanLeKeeZ』初回限定盤A[3]）
- ザ♂ベルカント5シンガーズ（2019年、アルバム『懐かしの昭和歌謡名曲集1～あの時君は若かった～』）
- 吉幾三（2019年、アルバム『あの頃の青春を詩う vol.4 グループサウンズ編』）
- 桑田佳祐（2019年、ライブビデオ『平成三十年度! 第三回ひとり紅白歌合戦』）
- Chage（2019年、アルバム『Feedback』収録） - 「たどりついたらいつも雨ふり」とのメドレー曲として収録されている。

## 収録曲
1. あの時君は若かった
  - 作詞:菅原芙美恵／作曲:かまやつひろし
2. もう一度もう一度
  - 作詞・作曲:かまやつひろし